# Ryo Goto
Ryo Goto (født 25. august 1986) er en tidligere japansk fodboldspiller.
Han har spillet for flere forskellige klubber i sin karriere, herunder Thespakusatsu Gunma.